# Titouan Fontaine
Pour les articles homonymes, voir Fontaine.
Titouan Fontaine, né le 20 mai 2005 à Gleizé, est un coureur cycliste français. 

## Biographie
Originaire de Gleizé, Titouan Fontaine est issu d'une famille de cyclistes. Il est le fils de Vincent Fontaine, multiple champion régional du Lyonnais,. Son grand-père et son arrière-grand-père ont également pratiqué ce sport en compétition. Inspiré par ses aînés, il prend sa première licence au VC Villefranche Beaujolais, vers l'âge de douze ans. Dans les catégories de jeunes, il remporte diverses courses sur route, sur piste et en cyclo-cross. Il devient notamment champion régional à de multiples reprises. 
En 2021, il est sacré double champion de France sur piste chez les cadets, dans la poursuite et l'omnium. Il finit par ailleurs troisième du Chrono des Nations cadets. Grâce à ces résultats, il commence à être suivi par l'équipe continentale Groupama-FDJ. Il reste toutefois licencié au Vélo Club de Villefranche. Décrit comme un « rouleur-sprinteur », il se distingue lors de la saison 2022 en terminant deuxième du Chrono des Nations juniors, troisième du championnat de France du contre-la-montre juniors et quatrième du Tour de Gironde. Sur piste, il devient double champion de France junior, dans la poursuite par équipes et l'omnium. Il se classe également troisième de la course aux points aux championnats d'Europe juniors
Lors de la saison 2023, il se fait de nouveau remarquer au niveau international en remportant La Bernaudeau Junior. Il finit aussi deuxième du Trophée Centre Morbihan, tout en ayant remporté la première étape. Après ses performances, il passe professionnel en 2024 dans la réserve de la formation Groupama-FDJ,. Ses débuts sont ponctués par de nombreux abandons. Il parvient tout de même à devenir champion de France de demi-fond.

## Palmarès sur route
- 2020
  - Champion d'Auvergne-Rhône-Alpes sur route cadets
- 2021
  - Champion d'Auvergne-Rhône-Alpes sur route cadets
  - 2e du Chrono des Nations cadets
- 2022
  - Champion d'Auvergne-Rhône-Alpes sur route juniors
  - Champion d'Auvergne-Rhône-Alpes du contre-la-montre juniors
  - 3e étape de la Ronde de Saône-et-Loire (contre-la-montre)
  - 2e étape de la Classique des Bourbons
  - 2e du Chrono des Nations juniors
  - 3e du championnat de France du contre-la-montre juniors
- 2023
  - La Bernaudeau Junior
  - 1re étape du Trophée Centre Morbihan
  - 1re étape d'À Travers le Beaujolais (contre-la-montre)
  - 2e du Trophée Centre Morbihan

## Palmarès sur piste

### Championnats d'Europe
| Édition / Épreuve     | Course aux points |
| Anadia 2022 (juniors) | Bronze            |

### Championnats nationaux
- 2021
  -  Champion de France de poursuite cadets
  -  Champion de France de l'omnium cadets
- 2022
  -  Champion de France de poursuite par équipes juniors (avec Maxime Buffaz, Axel Salvadori et Numa Vincent)
  -  Champion de France de l'omnium juniors
  - 2e du championnat de France de l'américaine juniors
- 2024
  -  Champion de France de demi-fond